# Krigsdekorationer

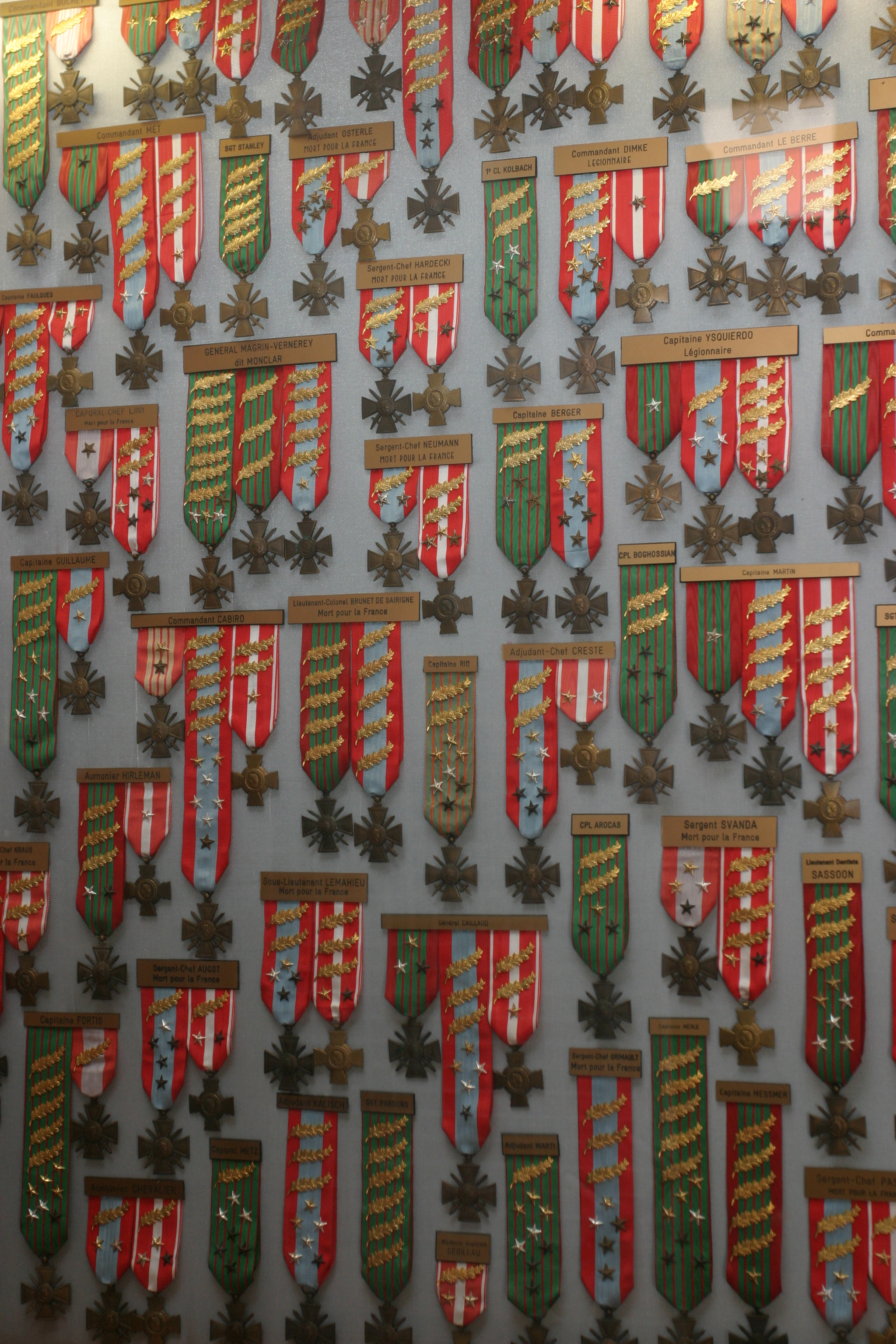
Medaljer från Franska främlingslegionen.

Militära utmärkelser är utmärkelser som delas ut i militärväsendet, ofta i form av medaljer; för lång och trogen tjänst, eller särskilda insatser. 

## Krigsdekorationer
Krigsdekorationer är ett sammanfattande begrepp för ordnar, medaljer och andra tecken eller föremål som tilldelas för tapperhet eller förtjänster under krig. Tidigt omtalad är lagerkransen som i antikens Rom tilldelades en triumferande fältherre. Alexander den store belönade militärtjänst med guldknappar och segrande romerska generaler bar kronor. Seden utvecklades under medeltiden med de utmärkelser som är förknippade med riddarordnarna.

## Historik
Från slutet av 1700-talet började man dela ut medaljer som erkänsla för förtjänster under krig. Gällde det djärvhet i strid kallas de ofta tapperhetsmedaljer. Den svenska tapperhetsmedaljen ”För tapperhet i fält (till sjöss)” instiftades 1789 och kunde från 1814 även utdelas för tapperhet i utländska krig.
Under första och andra världskriget utvecklades systemet ytterligare så att minnesmedaljer tilldelades alla deltagarna i ett krig eller en viss krigshändelse, krigsminnesmedaljer. Under andra världskriget tillkom också olika tecken eller märken som visade att bäraren t. ex. deltagit i närstrid, i ett visst antal strider, eller varit sårad.
Under de tidigare åren i USA, var det få dekorationer eller medaljer som delades ut, eftersom det amerikanska folket i allmänhet ansåg dem vara av en odemokratisk natur och symboler för europeiska monarkier. Det var inte förrän under första världskriget som USA:s väpnade styrkor började tilldelades en uppsjö av olika dekorationer och medaljer i större skala för göra den befintliga Medal of Honor mer exklusiv och upphöjd.

## Lista med "mest dekorerade"
- Eager Beavers – högst dekorerade flygplansbesättningen i amerikansk historia
- Milunka Savić – mest dekorerade kvinnan i känd militärhistoria